# شهرستان سلوبزی
شهرستان سلوبزی (به لاتین: Slobozia District) یک منطقهٔ مسکونی در ترانس‌نیستریا است که در ترانس‌نیستریا واقع شده‌است. شهرستان سلوبزی ۸۷۳٫۲۴ کیلومتر مربع مساحت و ۸۴٬۰۰۰ نفر جمعیت دارد.